# David III. von Tao

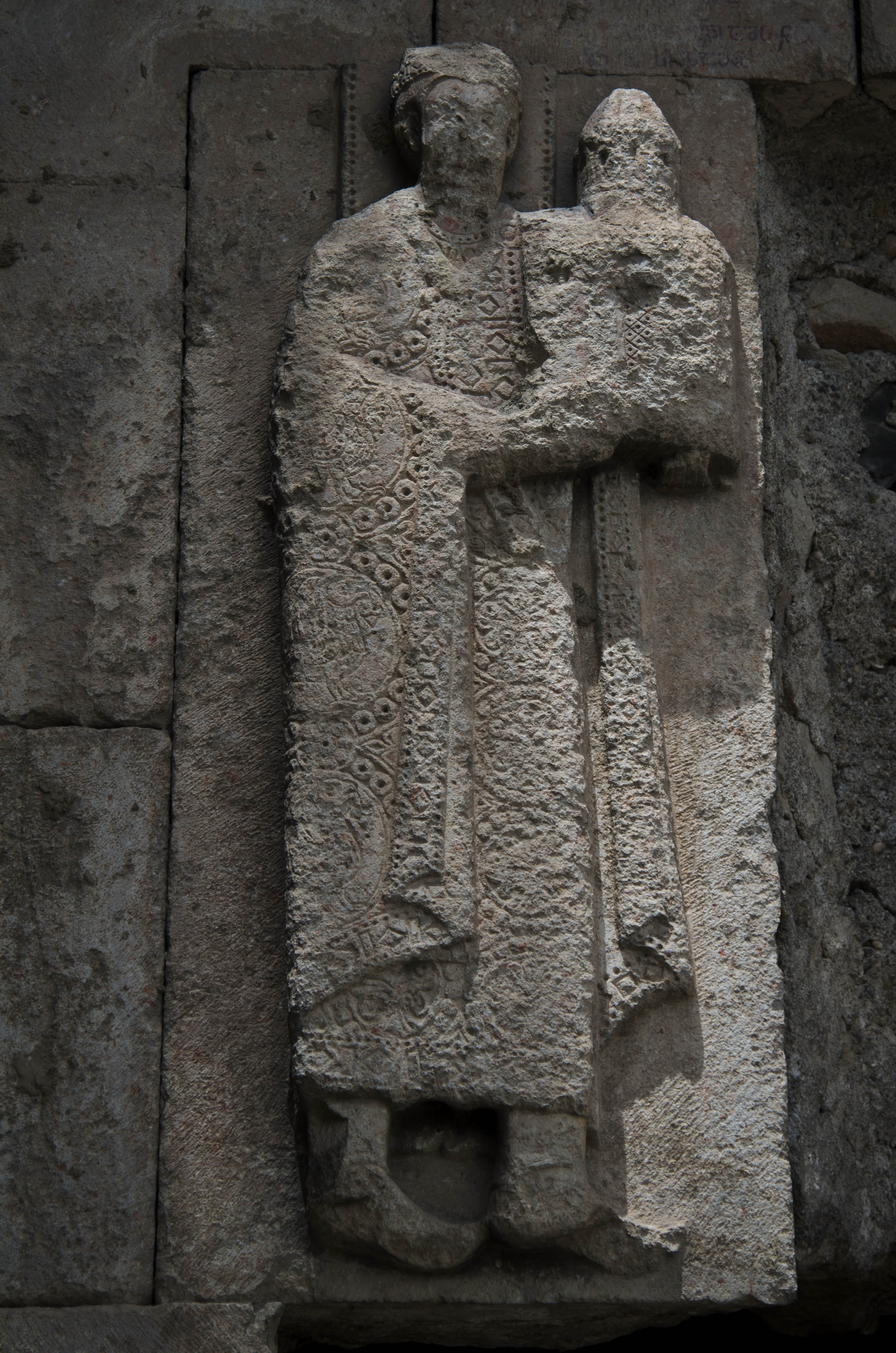
David III. der Große in einer Darstellung auf einem Halbrelief im Kloster Öşk. Durch David wurde die byzantinische Bildsprache für die Erscheinung der königlichen Macht in Georgien in den folgenden zwei Jahrhunderten eingeführt.

David III. Kuropalates (georgisch დავით III კუროპალატი, Davit’ III Kuropalati, David III. der Große დავით III დიდი, Davit’ III Didi, oder: David II, geb. ~ 930s; † 1000/1001) war ein georgischer Fürst aus der Sippe der Bagratid aus Tao, einer historischen Region in der georgisch-armenischen Grenzregion, von 966 bis zu seiner Ermordung im Jahr 1000 oder 1001. Kuropalates war ein byzantinischer Höfischer Titel, welcher ihm 978 und erneut 990 verliehen worden ist.
Er ist nicht zu verwechseln mit dem Katholikos-Patriarch David III. (Georgien) aus dem 15. Jahrhundert.
David spielte eine entscheidende Rolle im byzantinischen Bürgerkrieg 976–979 für die Makedonische Dynastie und für die Vereinigung verschiedener georgischer Kleinstaaten sowie durch seine Patronage der christlichen Kultur und Bildung. Zwischen 987 und 989 schloss sich David seinem Freund Bardas Phokas an zu einer Revolte gegen den byzantinischen Kaiser Basileios II., wurde aber besiegt und musste dem zustimmen, dass sein Land zu seinem Tod an das byzantinische Reich fallen sollte. Er konnte jedoch auch seinem Erben, Bagrat III., die Möglichkeit verschaffen, als Herrscher eines vereinten Königreichs Georgien zu herrschen.

## Geschichte
David war der jüngere Sohn von Adarnase V. (ადარნასე), einem Spross des Zweiten Haus von Tao, einem Zweig der Georgischen Bagratiden aus Kartlien, welcher in Tao ansässig war. Die Provinz lag an der historischen georgisch-armenischen Grenze und wurde in Armenien als „Tayk“ bezeichnet; heute ist das Gebiet Teil der Türkei. Der Familienzweig starb in den 940ern aus.

### Allianz mit dem Byzantinischen Reich
David wurde 966 als Nachfolger seines Bruders Bagrat II. (ბაგრატ II) Herzog von Tao und durch seine expansionistische Politik und flexible Diplomatie konnte er ein größeres Herrschaftsgebiet unter seine Kontrolle bringen. Um seine ambitionierten Pläne umzusetzen, musste David seine Unabhängigkeit vom byzantinischen Reich sichern, welches unter Kaiser Basileios II. (r. 976–1025) seine größte Macht entfaltete.
Die östlichen Nachbarn der Byzantiner – die zerstückelten armenischen und georgischen Fürstentümer – bedrohten das Reich selten direkt, waren aber für Konstantinopel von strategischer Bedeutung, weil sie internationale Handelsrouten kontrollierten, die durch die Herrschaftsgebiete verliefen. Die Byzantiner hatten bis dahin schon die armenischen Fürstentümer Taron (966) und Manzikert (968) erobert und stellten eine potentielle Bedrohung für mehrere georgisch-bagratidische Fürstentümer in Tao-Klarjeti dar. Allerdings war der Zusammenhalt des Reiches insgesamt bedroht, weil 976 unter der Führung von Bardas Skleros eine weitreichende Rebellion begann. Nach einer Reihe von erfolgreichen Schlachten zogen die Rebellen durch Kleinasien und bedrohten Konstantinopel. In der Dringlichkeit der Situation erbat der junge Kaiser Basileios Hilfe von David von Tao, der sofort antwortete und 12.000 seiner besten Reitertruppen unter dem Kommando von Tornikios entsandte um den vor kurzem besiegten, loyalen byzantinischen General Bardas Phokas zu unterstützen. Diese Truppen trugen dazu bei am 24. März 979 den entscheidenden Sieg in der Schlacht von Pankalia, in der Nähe von Caesarea Mazaca, herbeizuführen.
Davids Lohn war die lebenslange Herrschaft über wichtige Territorien des byzantinischen Reiches im östlichen Kleinasien, den so genannten „Griechischen Oberland“ (ზემონი ქუეყანანი საბერძნეთისანი, semoni kueqanani saberdsnetissani), welches hauptsächlich aus Ländereien des nordwestlichen Armeniens bestand: die Stadt Theodosiopolis oder Karin (georg. „Karnu-kalaki“, heute: Erzurum, Türkei), Phasiane (ბასიანი, Basiani), Hark (heute: Muş), Apahunik, Mardali (Mardaghi), Khaldoyarich und Chormayri. Bei der Belehnung wurde ihm der hohe höfisch-byzantinische Titel Kouropalates verliehen. Basileios II. belohnte auch die Dienste von Davids Kommandeur Tornikios durch die Gründung eines georgisch-orthodoxen Klosters am Berg Athos. Obwohl dort hauptsächlich griechische Mönche leben, ist es bis heute bekannt als Kloster Iviron, das Kloster der „Iberer“ (= Georgier).
Diese beeindruckenden Errungenschaften machten David zum einflussreichsten Herrscher im Kaukasus und ermöglichten es ihm, sich in dynastische Streitigkeiten sowohl in Georgien als auch in Armenien einzumischen und diese zu schlichten. Die mittelalterlichen georgischen Autoren nennen ihn „den größten aller Könige von Tao“ und der armenische Chronist Aristakes Lastivertsi (Արիստակես Լաստիվերցի) aus dem 11. Jahrhundert beschreibt ihn:

„ein mächtiger Mann, ein Erbauer der Welt, sehr ehrenhaft, ein Liebhaber der Armen, in der Tat die Definition von Frieden. Denn zu seiner Zeit geschah es, wie es in der Prophezeiung heißt: Jeder ruhte unter seinem Weinstock und seinem Feigenbaum.“

Da seine Herrschaft die Kontrolle über äußerst wichtige Handelszentren beinhaltete, profitierte es von der Besteuerung der wichtigsten Handelsrouten durch den Südwestkaukasus und Ostanatolien. David investierte diese Einnahmen in umfangreiche Bauprojekte: den Bau von Städten, Festungen und Kirchen sowie die Förderung georgischer Klostergemeinschaften und kultureller Aktivitäten in Georgien und im Ausland.

### Nachfolge
David hatte keine eigenen Kinder und adoptierte seinen Verwandten, den jungen Prinzen Bagrat, den Erben des bagratidischen Throns von Kartli (Iberien). Er tat dies auf Wunsch des energischen georgischen Adligen Iovane Marushis-dze. Durch seine Blutlinien war Bagrat dazu bestimmt, auf zwei Thronen zu sitzen. Darüber hinaus war Bagrat durch seine Mutter Gurandukht, Schwester des kinderlosen abchasischen Königs Theodosius III. (თეოდოს III), potenzieller Erbe des Reiches Abchasien. David schmiedete einen Plan zur Schaffung eines rein georgischen Staates, besetzte 976 Kartlien für seinen Pflegesohn und schlug die Truppen aus dem östlichsten georgischen Königreich Kachetien (კახეთის სამეფო) zurück, die kürzlich den westlichen Teil von Kartlien mit seiner Felsenstadt Uplisziche besetzt hatte. Zwei Jahre später, 978, sicherten David und Marushis-dze Bagrat die Krone Abchasiens, indem sie Theodosius III. verdrängten.

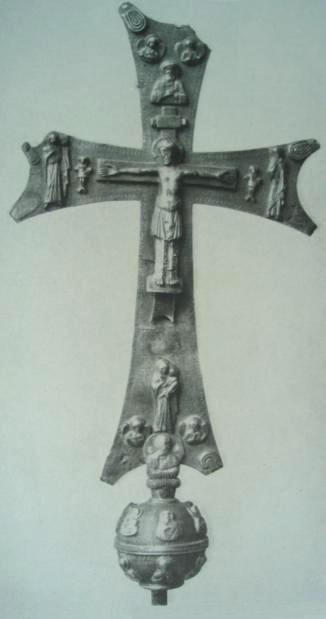
Prozessionskreuz von David von Tao vom Goldschmied Asat.

Davids Glück schwand 987, als er sich seinem langjährigen Freund Bardas Phokas in einer Rebellion gegen Kaiser Basileios anschloss, da er bestrebt war, seine umfangreichen Besitztümer zur erblichen Domäne der Bagratiden zu machen. Nachdem die Rebellen im Jahr 989 von den byzantinischen-rusischen Streitkräften besiegt worden waren, entsandte Basileios eine starke Streitmacht unter Johannes von Chaldäa, um die Georgier zu bestrafen, und David musste sich unterwerfen. Nachdem er sich mit dem Kaiser versöhnt hatte, wurde ihm im Jahr 990 erneut der Titel Kuropalates verliehen als Gegenleistung für sein Versprechen, dass nach seinem Tod die Ländereien, die zuvor unter seiner Souveränität standen, an das Byzantinische Reich fallen würden.
Etwa im selben Jahr entstand ein weiteres Problem, als Bagrat von Abchasien eine Strafexpedition gegen den Herzog Rati von Kldekari (კლდეკარის საერისთავო, k’ldek’aris saeristavo) in Niederkartlien plante. Überzeugt davon, dass sein Pflegesohn die Absicht hatte, Tao anzugreifen und ihn zu töten, schlug David die von Bagrats leiblichem Vater Gurgen angeführte Armee auf ihrem Marsch nach Kldekari. Ein mittelalterlicher georgischer Chronist berichtet:

„Bagrat ging dann allein zu David, fiel ihm zu Füßen und schwor, dass er gegen Rati vorgehen würde. [David] glaubte das auch und ließ ihn in Frieden ziehen.“

### Letzte Jahre und Tod
Nach der Versöhnung mit dem Kaiser und seinen Verwandten führte David eine Reihe erfolgreicher Überfälle gegen die muslimischen Emirate Vansee und Aserbaidschan sowie gegen das Emirat von Tiflis. Bagrat II. von Georgien (der Großvater von Bagrat, Davids Adoptivsohn) und Gagik I. von Armenien (Գագիկ Ա) verbündeten sich mit David, der um 993 Manzikert vom marwanidischen Emir von Diyar Bakr zurückeroberte und 997 Ahlat, eine weitere wichtige Hochburg dieser kurdischen Dynastie, überfiel. Mamlan, der Rawadiden-Emir von Aserbaidschan, wurde ebenfalls zweimal besiegt, das zweite Mal entscheidend, im Jahr 998, in der Nähe von Archesh.
David wurde von seinen eigenen Höflingen Anfang 1000 oder 1001 ermordet. Aristakes schreibt:

„Sie hatten am Grüdonnerstag Gift in die Kommunion gemischt und es ihm [Dawit'] zu trinken gegeben, wodurch dieser ehrwürdige Mann erstickte. [Dies geschah], weil sie seiner überdrüssig geworden waren und sich für Versprechen interessierten, die der Kaiser ihnen zuvor gemacht hatte.“

Obwohl in den georgischen Chroniken behauptet wird, David sei im Jahr 1001 gestorben, deuten mehrere armenische und muslimische Berichte darauf hin, dass er im Jahr 1000 gestorben sein könnte. Aristakes gibt als Datum für Davids Tod den 28. März 1001 an, was durch einen anderen armenischen Chronisten, Asoghik (Ստեփանոս Ասողիկ), bestätigt wird, der sagt, David sei gestorben am Osterntag des Jahres 449 des armenischen Kalenders, also am 31. März 1001. Ein weiterer Armenier, Samuel Anetsi, gibt das Datum ebenfalls mit 1001 an.

### Nachfolgekriege

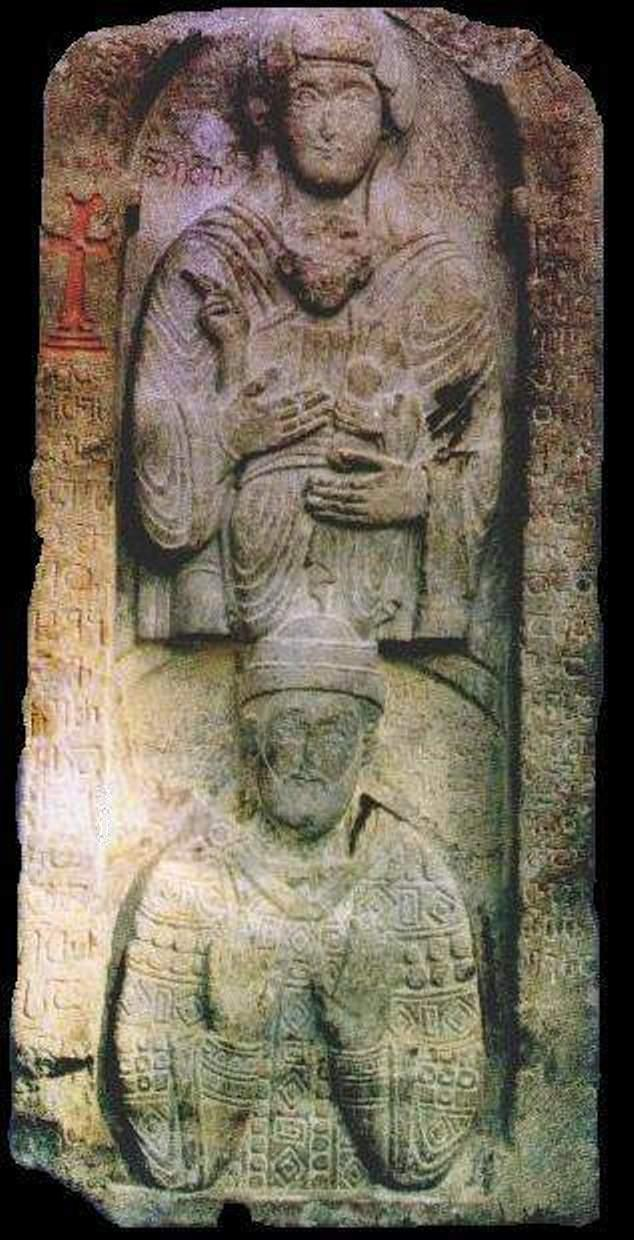
David von Tao in einem Basrelief der Kathedrale von Öşk Vank.

Basileios II. befand sich zu dieser Zeit in den östlichen Provinzen seines Reiches und überwinterte nach seinem Feldzug gegen die Fatimiden-Dynastie in Syrien (Bilad al-Sham) in der Ebene von Tarsus. Als er von Davids Tod hörte, marschierte er nach Nordosten, um die Ländereien einzunehmen, die David dem Kaiser versprochen hatte (ბიზანტია-საქართველოს ომები, bizant’ia-sakartvelos omebi). Der örtliche georgische und armenische Adel unterwarf sich ohne ernsthaften Widerstand. Der einzige nennenswerte Vorfall ereignete sich, als sich ein Streit zwischen einem georgischen Soldaten und einem warägischen Gardisten um einen Heuballen zu einem großen Kampf entwickelte, an dem 6.000 Waräger beteiligt waren und dreißig hochrangige georgische Adlige das Leben ums Leben kamen.
König Bagrat, Davids Pflegesohn, traf sich mit Basileios, konnte aber die Annexion von Davids Reich nicht verhindern und musste als Belohnung für den kaiserlichen Titel eines Kouropalaten die neuen Grenzen anerkennen. Trotz dieses Rückschlags gelang es Bagrat, der erste König einer gesamtgeorgischen Einheitsmonarchie zu werden. Dieser Erfolg wurde größtenteils durch die Bemühungen von David von Tao ermöglicht, der, wie es der moderne Gelehrte Stephen Rapp ausdrückt, „einen angemessenen Rang einnimmt, ganz oben auf jeder „Top Ten“-Liste der georgischen Geschichte“ („appropriately ranks high on any 'Top Ten' list of Georgian history“).
Unter modernen Gelehrten herrscht Uneinigkeit darüber, ob David den Byzantinern nur die Ländereien abgetreten hat, die ihm als Belohnung für seine Unterstützung gegen Bardas Skleros gewährt worden waren, oder ob Basileios sein gesamtes Fürstentum erworben hatte. Da Basileios David mit der lebenslangen Verwalterschaft beauftragt hatte, kann man annehmen, dass er sein gesamtes Reich überließ, also Tao/Tayk und die angrenzenden armenischen Ländereien bis zum Van-See. Wie groß Davids Herrschaftsgebiet auch sein mochte, die georgischen Könige konnten sich mit dem Verlust dieser Gebiete nicht so leicht abfinden, was im elften Jahrhundert zu einer Reihe von Konflikten mit dem Byzantinischen Reich führte.